# Перспектива мадам Рекам'є

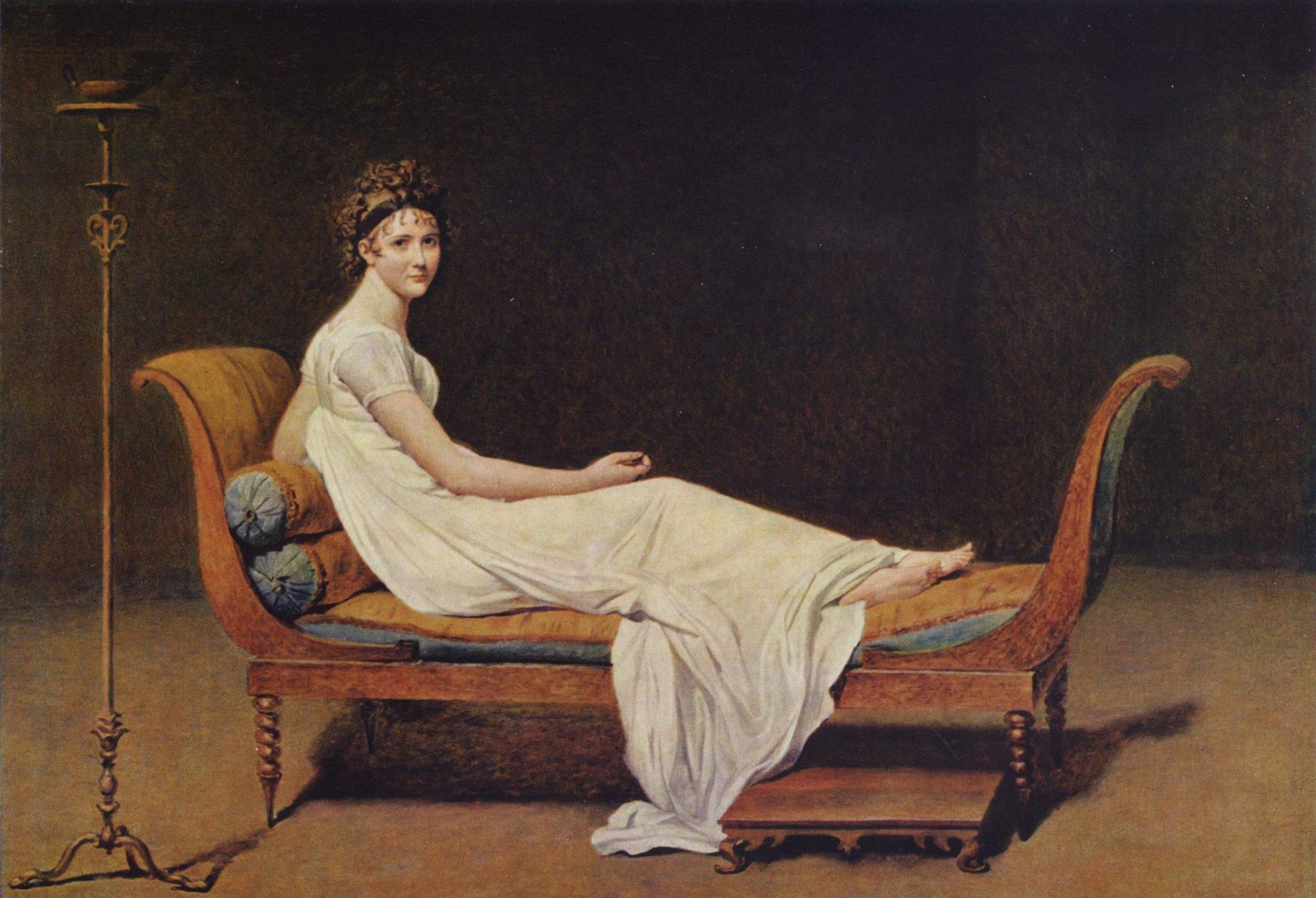
Жак-Луї Давід «Портрет мадам Рекам'є»

«Перспектива мадам Рекам'є́ Давіда» (фр. Perspective: Madame Récamier de David) — картина  бельгійського художника-сюрреаліста Рене Магрітта, написана в 1951 році.
В основі картини Магрітта — сюжет картини французького художника Жака-Луї Давіда «Портрет мадам Рекам'є» (1800), де фігуру героїні замінює труна, яка повторює позу Жулі Рекам'є з картини Давіда. Картину Магрітта  1997 року купила Національна галерея Канади (Оттава).